# Helmut Bakaitis
Helmut Bakaitis (Lubań, 26 de Setembro de 1944) é um ator e roteirista polaco. É é mais conhecido por seu papel em The Matrix Reloaded e The Matrix Revolutions como o personagem O Arquiteto. Helmut atualmente detém a posição de chefe de direção no Instituto Nacional de Arte Dramática na Austrália (NIDA) (2005).

## Filmografia

### Actor
- The Illustrated Family Doctor (2005) ... como John
- All Saints (2003) ... como Salvator Forlano nos episodios To Forgive, Divine e Wrong Call e Older and Wiser
- Syntax Error (2003) ... como Doutor
- The Matrix Revolutions (2003) ... como O Arquiteto
- The Matrix Reloaded (2003) ... como O Arquiteto
- The Farm (2001) ... como Judge Wescott
- Drama School (2000) ... como Helmut Bakaitu
- A Difficult Woman (1998) ... como Chancellor #2
- Police Rescue (1996) in episode Nobby's Place as Dr. Mayfield
- Home and Away ... como George Morris (1988)/Peter Fraser (1998)
- Melba (1987) ... como John Lemonne
- I Can't Get Started (1985) ... como Sidney
  - aka Act Two
- Shirley Thompson Versus the Aliens (1972) ... como Harold
- Stork (1971) ... como Clyde
- Homicide nos episódios Taken Care Of como Larry Fenton, Dead Shot como Tommy Fraser, The Living Death como Don Lambton

### Roteiros
- Shirley Thompson Versus the Aliens (1972)